# Moralność ekonomiczna
Moralność ekonomiczna – element moralności dotyczący postaw ekonomicznych.
Według portugalskiej psycholog Claudii Abreu Lopes moralność ekonomiczna może być szeroko traktowana jako społeczna percepcja reguł sprawiedliwości i moralnej strony ładu gospodarczego, kształtowana przez kontekst ekonomiczny oraz wymiar kulturowy i przejawiana w zachowaniach poszczególnych jednostek ludzkich. Społeczny kontekst rozwoju gospodarczego sprawia, że moralność ekonomiczna (albo brak takiej moralności) pozostają ze sobą w ścisłym związku przyczynowo-skutkowym, a mianowicie im silniejsze są praktycznie stosowane społeczne zasady moralne, tym bardziej transparentne są zasady życia gospodarczego w danym państwie.
Pojęcie zostało wprowadzone w 1971 przez Edwarda Palmera Thompsona badającego zamieszki chłopskie w XVIII-wiecznej Anglii, których zarzewiem było żądanie godziwych cen na podstawowe dobra wytwarzane przez chłopów.
W  oparciu o koncepcję moralności ekonomicznej stworzono w 2004 jeden z modułów Europejskiego Sondażu Społecznego.